# Zbigniew Śmiałowski
Zbigniew Śmiałowski (ur. 22 listopada 1885 w Berezie Kartuskiej, zm. 18 kwietnia 1943 w Wilnie) – polski reżyser i aktor teatralny, dyrektor teatrów.

## Życiorys
Po ukończeniu gimnazjum w Wilnie studiował chemię oraz pracował w przemysłach: cukrowniczym i tekstylnym (1903–1901). Od 1906 roku był związany z teatrem. Kierował sekcją literacko-dramatyczną Towarzystwa Muzycznego Lutnia Wileńska, był jednym z inicjatorów budowy gmachu Towarzystwa (1910), a od 1915 roku – członkiem komitetu kierującego wileńskim Teatrem Letnim. W 1919 roku objął kierownictwo Teatru Lutnia, a po przybyciu do Wilna Franciszka Rychłowskiego został dyrektorem administracyjnym kierowanych przez niego teatrów (1920–1925). W kolejnym okresie był kierownikiem administracyjnym scen wileńskich pod dyrekcją Aleksandra Zelwerowicza (1929–1931), a następnie – kierownikiem administracyjnym i artystycznym teatru muzycznego Lutnia (1931–1941). Sporadycznie występował jako aktor.
Został pochowany na wileńskim cmentarzu Bernardyńskim.